# Philipp Peyman Engel

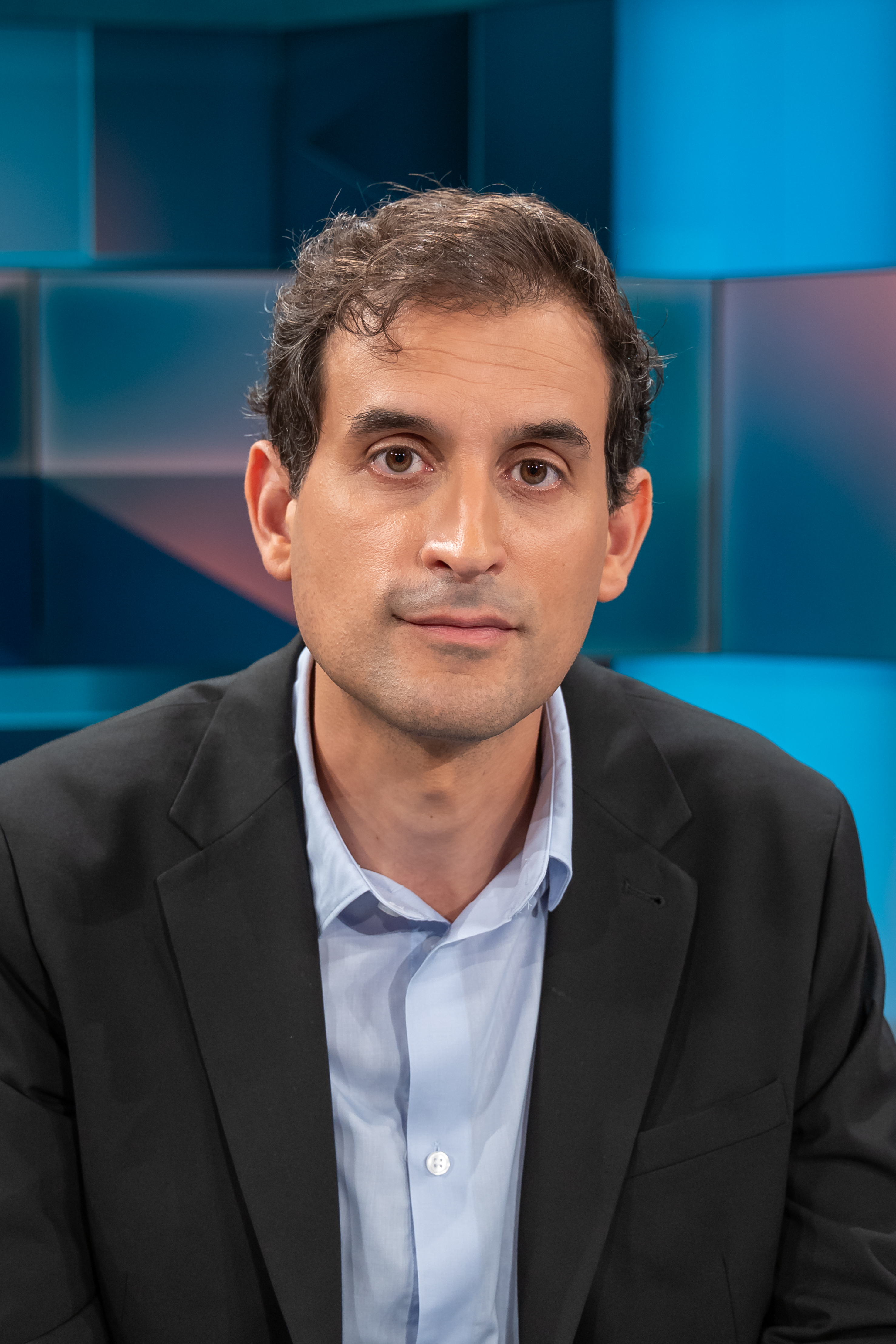
Philipp Peyman Engel (2024)

Philipp Peyman Engel (geboren 1983 in Herdecke) ist ein deutscher Journalist. Seit September 2023 ist er Chefredakteur der Wochenzeitung Jüdische Allgemeine.

## Leben
Engel wuchs im Ruhrgebiet als Sohn einer aus dem Iran stammenden Jüdin und eines nichtjüdischen Deutschen auf. Seine Mutter war 15 Jahre alt, als sie laut Peymann Engel im Frühjahr 1967, kurz nach dem Sechstagekrieg, aus dem Iran mit ihrer Familie nach Deutschland floh. Die Jüdische Gemeinde Dortmund ist seine Heimatgemeinde.
Er studierte Philosophie, Literatur- und Medienpraxis in Bochum und Duisburg. Während des Studiums schrieb er unter anderem für Cicero, Focus, zahlreiche Tageszeitungen und jüdische Publikationen. Seit 2012 lebt Engel in Berlin und stieg als Volontär bei der Jüdischen Allgemeinen ein, wo er danach als Redakteur das Feuilleton betreute, ab 2018 Chef vom Dienst war und im September 2023 Chefredakteur wurde. Im Dezember 2023 Jahr erhielt er die Auszeichnung „Chefredakteur des Jahres“ des Medium Magazins.
Mit seinem autobiographisch geprägten Buch Deutsche Lebenslügen – Antisemitismus, wieder und immer noch reagierte er im März 2024 auf den wachsenden Antisemitismus während des Krieges in Israel und Gaza nach dem 7. Oktober 2023 und fokussierte auf linken  und muslimischen Antisemitismus. Im Berliner Kulturkaufhaus Dussmann wurden Exemplare des Buchs beschädigt.
Engel hat einen Sohn. Er lebt in Berlin-Wedding und in Zürich. Er spielt Fußball bei Makkabi Berlin.

## Schriften (Auswahl)
- mit Helmut Kuhn: Deutsche Lebenslügen – Der Antisemitismus, wieder und immer noch. Dtv Verlagsgesellschaft, München 2024, ISBN 978-3-423-44456-9.

## Auszeichnungen
- Dezember 2023: Chefredakteur des Jahres[14]
- 2023: Bestenliste der Chefredakteure des Jahres 2023 bei Zeitungen von Kress pro[15]
- 2024: Ricarda-Huch-Preis für das Engagement gegen Antisemitismus und für das jüdische Leben in Deutschland[16]